# Priamo della Quercia
Pour les articles homonymes, voir Quercia.

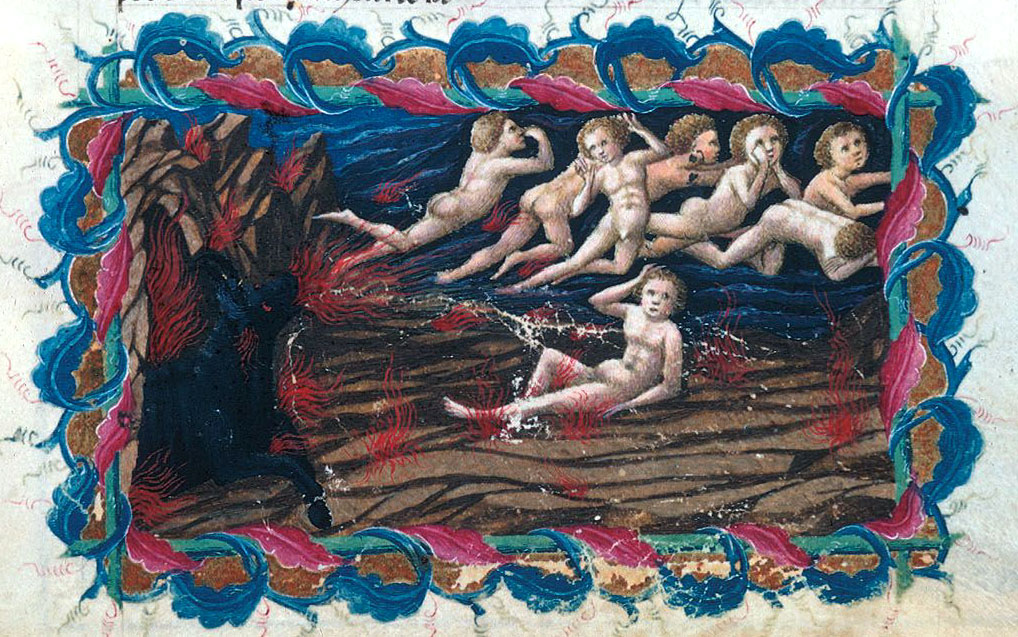
Miniature de la Divine Comédie de Dante (Enfer)

Priamo della Quercia (Quercegrossa frazione de Monteriggioni, v. 1400 env. – Sienne, 1467) est un peintre italien de l'école siennoise qui s'est distingué dans la miniature pendant la première Renaissance.

## Biographie
Priamo della Quercia est le frère du célèbre sculpteur Jacopo della Quercia, et son style contient encore les principes radicaux du gothique tardif.
À la différence de son frère, considéré comme un innovateur, Priamo reste dans le style de peintres comme Domenico di Bartolo.
Peu d'informations sont disponibles sur sa vie et son œuvre, mis à part l'attribution notée de deux polyptyques pour l'hôpital Santa Maria della Scala.

## Œuvres
- 2 polyptyques, Santa Maria della Scala, Sienne
- Investitura del rettore dell'Ospedale (1442), Santa Maria della Scala, Sienne
- Gargano e il toro, pinacothèque de  Lucques
- Madonna con bambino tra angeli adoranti, Metropolitan Museum of Art, New York
- Miniatures de la Divine Comédie de Dante (Enfer et Purgatoire), British Library, Londres

## Sources
- (it) Cet article est partiellement ou en totalité issu de l’article de Wikipédia en italien intitulé « Priamo della Quercia » (voir la liste des auteurs).